# Canthidium funebre
Canthidium funebre är en skalbaggsart som beskrevs av Vladimir Balthasar 1939. Canthidium funebre ingår i släktet Canthidium och familjen bladhorningar. Inga underarter finns listade.